# 大坪慎
大坪 慎（おおつぼ まこと、1978年6月12日 - ）は、地方競馬の岩手県競馬組合・盛岡競馬場橘友和厩舎所属の騎手。神奈川県川崎市出身。
地方競馬教養センター長期騎手課程第71期生。

## 来歴・人物
川崎市内の県立高校を卒業後、仕事をしながら騎手候補生の受験に挑戦し合格。
2000年3月31日付けで地方競馬騎手免許を取得。同年4月15日第2回水沢競馬1日目第5競走サラ系C2条件戦トナンメリーで初騎乗（10頭立て9番人気10着）。同年5月14日第1回盛岡競馬2日目第2競走サラ系C2条件戦をペンタキングで優勝（10頭立て1番人気）し、9戦目で初勝利。
2003年4月28日第2回水沢競馬5日目第10競走第5回大屋梅特別をマルブツシーズで優勝（10頭立て3番人気）し、特別初勝利。
2007年1月6日第11回水沢競馬4日目第9競走第8回かまくら特別をゲンキデタマチャンで逃げ切り優勝（9頭立て7番人気）し、1855戦目で地方競馬通算100勝達成。
2014年3月11日付けで小笠原義巳厩舎から櫻田浩三厩舎に所属変更した。
2017年4月8日第1回水沢競馬5日目第10競走第42回赤松杯をイーグルカザンで優勝（10頭立て5番人気）し、重賞初勝利
地方通算成績は7452戦375勝・2着494回・3着614回・勝率5.0%・連対率11.7%（2017年12月25日現在）、中央競馬2戦0勝。

## 主な騎乗馬
- イーグルカザン（2017年赤松杯、2017年すずらん賞、2017年白嶺賞）

## 人物・エピソード
- 父親が一時期応援サイトを運営、ファンとの交流も積極的に行っていた。